# Чемпионат России по пляжному волейболу
Чемпионаты России по пляжному волейболу проводятся с 1993 года.
Первые два чемпионата были сыграны в Сестрорецке. С 1995 года чемпионат состоит из нескольких предварительных этапов в разных городах России (национальной серии) и финального этапа. Лидерами по количеству титулов являются Дмитрий Барсук, Олег Стояновский и Евгения Уколова (по 7 золотых медалей).

## Призёры

### Женщины
1993 год, Сестрорецк
1. Наталья Белоусова / Марина Копылова (Санкт-Петербург)
2. Елена Сущинская / Ольга Толмачёва (Екатеринбург)
3. Ольга Любойко / Валентина Павленко (Москва)

1994 год, Сестрорецк
1. Наталья Белоусова / Марина Копылова (Санкт-Петербург)
2. Татьяна Колесникова / Татьяна Тетерина (Санкт-Петербург)
3. Виктория Полякова / Татьяна Романовская (Москва)

1995 год, Чеховский район Московской области
1. Татьяна Макарова / Татьяна Романовская (Москва)
2. Галина Лысикова / Наталья Серянина (Московская обл.)
3. Юлия Степанова / Анжела Фоменко (Санкт-Петербург)

1996 год, Санкт-Петербург
1. Надежда Зорина / Виктория Полякова (Москва)
2. Галина Лысикова / Наталья Серянина (Московская обл.)
3. Наталья Абалмасова / Татьяна Макарова (Москва)

1997 год, Москва
1. Надежда Зорина / Виктория Полякова (Москва)
2. Анна Воронова / Екатерина Воронова (Санкт-Петербург)
3. Анна Боброва / Ольга Матвеева (Санкт-Петербург)

1998 год, Сосновый Бор
1. Анна Боброва / Ольга Матвеева (Санкт-Петербург)
2. Ирина Пантюхова / Юлия Степанова (Санкт-Петербург)
3. Виктория Полякова / Ирина Ядровская (Москва)

1999 год, Москва
1. Ирина Пантюхова / Юлия Степанова (Санкт-Петербург)
2. Анна Воронова / Екатерина Воронова (Санкт-Петербург)
3. Юлия Бакурова / Наталья Серянина (Московская обл.)

2000 год, Москва
1. Анна Воронова / Екатерина Воронова (Санкт-Петербург)
2. Ирина Пантюхова / Юлия Степанова (Санкт-Петербург)
3. Анна Морозова / Елена Новичихина (Сосновый Бор)

2001 год, Анапа
1. Анна Боброва / Анна Морозова (Санкт-Петербург)
2. Анна Радькова / Валентина Самарина (Московская обл.)
3. Елена Новичихина / Татьяна Подшивалова (Сосновый бор)

2002 год, Анапа
1. Наталья Урядова (Серянина) / Ольга Филина (Московская обл.)
2. Анна Боброва / Анна Морозова (Санкт-Петербург)
3. Виктория Демирчова / Елена Новичихина (Москва / Сосновый Бор)

2003 год, Смоленск
1. Анна Боброва / Наталья Урядова (Санкт-Петербург / Мытищи)
2. Надежда Зорина / Ольга Филина (Москва / Московская обл.)
3. Анна Морозова / Александра Ширяева (Санкт-Петербург)

2004 год, Смоленск
1. Анна Боброва / Наталья Урядова (Санкт-Петербург / Мытищи)
2. Анна Морозова / Александра Ширяева (Санкт-Петербург)
3. Виктория Демирчова / Валерия Сизова (Москва / Анапа)

2005 год, Москва
1. Наталья Урядова / Александра Ширяева (Мытищи / Санкт-Петербург)
2. Галина Бойко / Юлия Веселова (Анапа / Санкт-Петербург)
3. Валерия Сизова / Ольга Филина (Москва)

2006 год, Белгород
1. Наталья Урядова / Александра Ширяева (Мытищи / Санкт-Петербург)
2. Олеся Шаравская / Галина Бойко (Белгород / Анапа)
3. Виктория Демирчова / Юлия Ильина (Москва)

2007 год, Владивосток
1. Мария Браткова / Евгения Уколова (Владивосток)
2. Наталья Урядова / Александра Ширяева (Мытищи / Санкт-Петербург)
3. Наталья Степанова / Инна Шмат (Белгород / Брянск)

2008 год, Сочи
1. Мария Браткова / Евгения Уколова (СК «Волейбол-Приморье» Владивосток)
2. Наталья Урядова / Александра Ширяева (ВК «Мытищи»)
3. Галина Бойко / Анна Маркова (СК «Волейбол-Приморье» Владивосток)

2009 год, Владивосток
1. Галина Бойко / Анастасия Васина (ВК «Мытищи»)
2. Наталья Урядова / Светлана Попова (ВК «Мытищи»)
3. Мария Браткова / Евгения Уколова (СК «Волейбол-Приморье» Владивосток)

2010 год, Витязево
1. Анна Возакова / Екатерина Хомякова (ВК «Обнинск»)
2. Мария Браткова / Евгения Уколова (СК «Волейбол-Приморье» Владивосток)
3. Наталья Степанова / Жудитт-Флорес Яловая (ВК «Обнинск»)

2011 год, Витязево
1. Анастасия Васина / Евгения Уколова (ВК «Волей-Град» Анапа)
2. Виктория Демирчова / Елизавета Рябова (ФРПВ-ШВСМ «Измайлово» Москва)
3. Анна Возакова / Екатерина Хомякова (ВК «Обнинск»)

2012 год, Витязево
1. Евгения Уколова /  Барбара Хансел (ВК «Витязь» Анапа)
2. Анна Возакова / Екатерина Хомякова (ВК «Обнинск»)
3. Александра Моисеева (Ширяева) / Екатерина Сырцева (СДЮСШОР КШВСМ, Санкт-Петербург)

2013 год, Витязево
1. Мария Прокопьева /  Жулиана Фелисберта (ВЦМО Одинцово)
2. Евгения Уколова /  Лэйн Карико (ВК «Витязь» Анапа)
3. Ирина Чайка / Ольга Мотрич (СК «Приморье» Владивосток)

2014 год, Сочи
1. Екатерина Сырцева / Александра Моисеева (ВЦМО Одинцово)
2. Евгения Уколова /  Джулия Момоли (НП ЦВ «Энергия» Москва)
3. Мария Прокопьева / Анастасия Барсук (Васина) (ВЦМО Одинцово)

2015 год, Витязево
1. Екатерина Сырцева / Александра Моисеева (ВК «Подмосковье»)
2. Мария Прокопьева / Анастасия Барсук (ВК «Подмосковье»)
3. Екатерина Макрогузова / Надежда Макрогузова (КСП по ИВС Краснодар)

2016 год, Сочи
1. Евгения Уколова / Екатерина Бирлова (ВК «Динамо» Москва)
2. Юлия Абалакина / Ксения Дабижа (ФРПВ-ЦСП Москва)
3. Мария Прокопьева / Анастасия Барсук (ВК «Подмосковье»)

2017 год, Сочи
1. Ольга Мотрич / Светлана Холомина (ВК «Обнинск»)
2. Екатерина Бирлова / Дарья Мастикова (ВК «Динамо» Москва)
3. Юлия Абалакина / Ксения Дабижа (ФРПВ Москва)

2018 год, Витязево
1. Екатерина Бирлова / Евгения Уколова (ВК «Динамо» Москва)
2. Александра Моисеева /  Екатерина Сырцева (ВК «Подмосковье»)
3. Мария Бочарова / Мария Воронина (ВК «Обнинск»)

2019 год, Витязево
1. Екатерина Бирлова / Евгения Уколова (ВК «Динамо» Москва)
2. Мария Бочарова / Мария Воронина (ВК «Обнинск»)
3. Елизавета Зайончковская / Дарья Рудых (ВК «Динамо» Москва)

2020 год, Сочи
1. Александра Ганенко / Анастасия Фролова (ВК «Динамо» Москва)
2. Мария Бочарова / Мария Воронина (ВК «Обнинск»)
3. Надежда Макрогузова / Дарья Рудых (ВК «Динамо» Москва)

2021 год, Витязево
1. Мария Бочарова / Мария Воронина (ВК «Локомотив» Калининград)
2. Екатерина Бирлова / Анастасия Фролова (ВК «Динамо» Москва)
3. Надежда Макрогузова / Светлана Холомина (ВК «Динамо» Москва)

2022 год, Витязево
1. Надежда Макрогузова / Светлана Холомина (ВК «Динамо» Москва)
2. Мария Егорова / Елизавета Лудкова (ВК «Локомотив» Калининград)
3. Екатерина Бирлова / Дарья Лешукова  (ВК «Динамо» Москва)

2023 год, Витязево
1. Надежда Макрогузова / Светлана Холомина (ВК «Динамо» Москва)
2. Мария Егорова / Мария Бочарова (ВК «Локомотив» Калининград)
3. Екатерина Бирлова / Дарья Рудых  (ВК «Динамо» Москва)

2024 год, Витязево
1. Надежда Макрогузова / Светлана Холомина (ВК «Динамо» Москва)
2. Мария Егорова / Мария Бочарова (ВК «Локомотив» Калининград)
3. Анастасия Барсук / Дарья Павлова  (ВК «Заречье-Одинцово»)

### Мужчины
1993 год, Сестрорецк
1. Руслан Жбанков / Дмитрий Кувичка (Санкт-Петербург)
2. Дмитрий Арешкин / Александр Разин (Москва)
3. Игорь Гордеев / Олег Рыкунин (Москва)

1994 год, Сестрорецк
1. Рушан Даянов / Геннадий Черемисов (Красногорск)
2. Дмитрий Карасёв / Сергей Орлов (Красногорск)
3. Борис Лупачёв / Сергей Молчанов (Москва)

1995 год, Чеховский район Московской области
1. Сергей Колесник / Сергей Орлов (Красногорск)
2. Илья Бунарёв / Михаил Кушнерёв (Красногорск)
3. Дмитрий Арешкин / Александр Разин (Москва)

1996 год. Финал не проводился
1997 год, Москва
1. Олег Киселёв / Сергей Колесник (Красногорск)
2. Михаил Кушнерёв / Сергей Сайфулин (Красногорск / Санкт-Петербург)
3. Михаил Буралёв / Александр Разин (Москва)

1998 год, Сосновый Бор
1. Олег Киселёв / Сергей Колесник (Красногорск)
2. Михаил Буралёв / Александр Ярёменко (Красногорск)
3. Павел Забуслаев / Денис Радзимовский (Санкт-Петербург)

1999 год, Москва
1. Дмитрий Карасёв / Михаил Кушнерёв (Красногорск)
2. Павел Зайцев / Андрей Кожин (Москва)
3. Павел Забуслаев / Олег Киселёв (Санкт-Петербург / Красногорск)

2000 год, Москва
1. Михаил Буралёв / Андрей Шапкин (Москва)
2. Дмитрий Барсук / Владимир Костюков (Краснодар)
3. Павел Абрамов / Рушан Даянов (Москва)

2001 год, Анапа
1. Дмитрий Барсук / Алексей Тарантин (Краснодар / Москва)
2. Роман Аркаев / Дмитрий Астафьев (Норильск / Москва)
3. Александр Моисеев / Юрий Чухненков (Санкт-Петербург)

2002 год, Анапа
1. Роман Аркаев / Павел Карпухин (Норильск / Москва)
2. Дмитрий Барсук / Денис Тененбаум (Краснодар / Москва)
3. Дмитрий Астафьев / Антон Куликовский (Москва)

2003 год, Смоленск
1. Михаил Кушнерёв / Сергей Сайфулин (Москва / Санкт-Петербург)
2. Павел Зайцев / Дмитрий Карасёв (Москва / Красногорск)
3. Роман Аркаев / Дмитрий Барсук (Норильск / Краснодар)

2004 год, Смоленск
1. Роман Аркаев / Дмитрий Барсук (Норильск / Краснодар)
2. Руслан Даянов / Дмитрий Карасёв (Москва / Красногорск)
3. Сергей Сайфулин / Рушан Даянов (Санкт-Петербург / Москва)

2005 год, Москва
1. Леонид Калинин / Павел Карпухин (Москва / Московская обл.)
2. Ярослав Кошкарёв / Сергей Прокопьев (Мытищи)
3. Роман Аркаев / Дмитрий Барсук (Норильск / Краснодар)

2006 год, Белгород
1. Дмитрий Барсук / Игорь Колодинский (Краснодар / Белгород)
2. Ярослав Кошкарёв / Сергей Прокопьев (Мытищи)
3. Дмитрий Карасёв / Павел Зайцев (Красногорск / Москва

2007 год, Владивосток
1. Ярослав Кошкарёв / Сергей Прокопьев (Мытищи)
2. Роман Аркаев / Александр Кузьмичёв (Московская обл. / Белгород)
3. Руслан Даянов / Юрий Богатов (Московская обл.)

2008 год, Сочи
1. Дмитрий Барсук / Игорь Колодинский (Краснодар / Белгород)
2. Руслан Даянов / Юрий Богатов (ВК «Мытищи»)
3. Евгений Ромашкин / Павел Карпухин (ВК «Динамо-Янтарь» Калининград)

2009 год, Владивосток
1. Дмитрий Барсук / Игорь Колодинский (СК Кубанской милиции Краснодар)
2. Ярослав Кошкарёв / Константин Бирлов (ВК «Мытищи»)
3. Сергей Прокопьев / Юрий Богатов (ВК «Динамо-Янтарь» Калининград)

2010 год, Витязево
1. Дмитрий Барсук /  Александр Самойлов (ВК «Волей Град» Анапа)
2. Роман Аркаев / Ярослав Кошкарёв (ВК «Мытищи»)
3. Константин Семёнов / Алексей Пастухов (ВК «Волей Град» Анапа)

2011 год, Витязево
1. Константин Семёнов /  Александр Самойлов (ВК «Волей Град» Анапа)
2. Дмитрий Барсук / Ярослав Кошкарёв (ВЦМО Одинцово)
3. Андрей Белов / Руслан Даянов (Санкт-Петербург)

2012 год, Витязево
1. Юрий Богатов /  Мартиньш Плявиньш (ВК «Витязь» Анапа)
2. Дмитрий Барсук / Максим Худяков (ВЦМО Одинцово)
3. Сергей Прокопьев / Константин Семёнов (ВК «Витязь» Анапа)

2013 год, Витязево
1. Ярослав Кошкарёв / Дмитрий Барсук (ВЦМО Одинцово)
2. Вячеслав Красильников / Руслан Быканов (КСП по ИВС Краснодар)
3. Руслан Даянов / Александр Лихолетов (ВК «Олимпик» Мытищи)

2014 год, Сочи
1. Константин Семёнов /  Мартиньш Плявиньш (ВК «Витязь» Анапа)
2. Руслан Даянов / Александр Лихолетов (ВК «Олимпик» Мытищи)
3. Дмитрий Барсук / Юрий Богатов (ВЦМО Одинцово)

2015 год, Витязево
1. Олег Стояновский / Артём Ярзуткин (ВК «Обнинск»)
2. Вячеслав Красильников / Руслан Быканов (КСП по ИВС Краснодар)
3. Илья Лешуков / Александр Лихолетов (ВК «Подмосковье»)

2016 год, Сочи
1. Игорь Величко / Максим Сиволап (ВК «Обнинск»)
2. Илья Лешуков / Александр Лихолетов (ВК «Подмосковье»)
3. Никита Лямин / Валерий Самодай (ВК «Динамо» Краснодар)

2017 год, Сочи
1. Олег Стояновский / Артём Ярзуткин (ВК «Обнинск»)
2. Игорь Величко / Максим Сиволап (ВК «Обнинск»)
3. Илья Лешуков / Александр Лихолетов (ВК «Подмосковье»)

2018 год, Витязево
1. Вячеслав Красильников / Никита Лямин (ВК «Факел» Новый Уренгой)
2. Илья Лешуков / Константин Семёнов (ВК «Подмосковье»)
3. Игорь Величко / Олег Стояновский (ВК «Обнинск»)

2019 год, Витязево
1. Вячеслав Красильников / Олег Стояновский (ВК «Факел» Новый Уренгой)
2. Илья Лешуков / Константин Семёнов (ВК «Подмосковье»)
3. Александр Крамаренко / Сергей Прокопьев (ФРПВ-ЦОП Москва)

2020 год, Сочи
1. Вячеслав Красильников / Олег Стояновский (ВК «Факел» Новый Уренгой)
2. Илья Лешуков / Константин Семёнов (ВК «Подмосковье»)
3. Алексей Архипов / Дмитрий Веретюк (ВК «Обнинск»)

2021 год, Витязево
1. Илья Лешуков / Константин Семёнов (ВК «Искра» Одинцово)
2. Никита Лямин / Игорь Величко (ВК «Витязь» Анапа)
3. Максим Худяков / Александр Крамаренко (ВК «Искра» Одинцово)

2022 год, Витязево
1. Илья Лешуков / Олег Стояновский (ВК «Факел» Новый Уренгой)
2. Вячеслав Красильников / Константин Семёнов (ВК «Витязь» Анапа)
3. Игорь Величко / Дмитрий Веретюк (ВК «Обнинск»)

2023 год, Витязево
1. Илья Лешуков / Олег Стояновский (ВК «Факел» Новый Уренгой)
2. Вячеслав Красильников / Константин Семёнов (ВК «Витязь» Анапа)
3. Нослен Диас /  Хорхе Алайо

2024 год, Витязево
1. Илья Лешуков / Олег Стояновский (ВК «Факел-Ямал» Новый Уренгой)
2. Александр Крамаренко и Фёдор Сабаев (ВК «Факел-Ямал» Новый Уренгой)
3. Дмитрий Веретюк / Алексей Архипов (ВК «Обнинск»)